# Anker Buch
Anker Buch (født 25. marts 1940 i Vejgaard, død 1. april 2014 i Mønsted) var en kendt dansk violinist. 

## Barndom og ungdom
Anker Buch er opvokset i Svenstrup syd for Aalborg, hvor hans far var slagter. Den første violin fik Anker Buch i en alder af 8 år, og hans første lærer var koncertmester Rolf Kjeldahl fra Aalborg Symfoniorkester. 10 år gammel debuterede han som solist i Odd Fellow Palæet i Aalborg.
| Citat             | Min far var meget musikalsk. Han spillede violin, ligesom hans far og bedstefar havde gjort det, så det var ganske naturligt, at jeg skulle spille violin også. Min farfar, Hans Anker Buch, f. 1850, købte i 1870 en violin i Flensborg. Den stod altid på skænken i vores fine stue, og den måtte vi børn ikke røre. Alligevel skulle jeg næsten hver dag hen og pille ved den, og endelig fik jeg en violin i julegave, da jeg var 8 år. Min far kunne dog ikke vente; han gav mig den 4 dage før juleaften! I løbet af de næste dage øvede jeg på mit dejlige instrument, som far havde købt hos violinbygger Rossmeisl i Aalborg for 50 kr., og da juleaften kom, kunne jeg spille med på nogle af julesalmerne, som vi sang omkring træet. | Citat |
| Barnet ved Bækken | |       |

## Uddannelse og karriere
I 1954 begyndte han som 14-årig at studere ved Det Kongelige Danske Musikkonservatorium. Studiet blev afsluttet i 1956, da han som sekstenårig fik en stilling som koncertmester ved Islands Symfoniorkester. Fra 1958 til 1964 studerede han på den internationalt anerkendte Juilliard School of Music i New York, USA, hvorfra han som første dansker nogensinde modtog graduate og post-graduate diploma. Han modtog undervisning af bl.a. den armenske professor Ivan Galamjan (en) og studerede samtidig med violinister som Pinchas Zukerman (en), Itzhak Perlman, og Paul Rosenthal (en). 
Under sit studie havde han flere jobs og optrådte blandt andet i de dengang berømte Johnny Carson and Merv Griffin shows på TV. I disse år blev han også medlem af American Variety Artists og deltog flere gange i showet 'around the world in 80 minutes', der blev arrangeret af hans manager Herman Rothenberg.
Efter sin internationale debut som solist ved en koncert i Town Hall, New York i 1964, besluttede han at bosætte sig i Danmark for at lade sin violinkarriere tage udgangspunkt herfra. Efter sin hjemkomst til Danmark i 1964 modtog Anker Buch som den første Jacob Gades Legat. 
Debuten i Town Hall blev imidlertid en så stor succes, at han måtte krydse Atlanten adskillige gange for at optræde i radio, tv og ved koncerter ikke blot i USA, men også i resten af verden. Siden har han spillet mere end 7000 koncerter over hele verden, hvilket gør ham til en af Danmarks mest optrædende musikere.  
Samtidig med sin solokarriere havde Anker Buchs sin egen internationale sommerskole på Mors, hvor violinister i alle aldre og på alle niveauer har modtaget undervisning. Anker Buch var initiativtageren og drivkraften for denne skole i 23 år. Skolen blev senere drevet videre af nogle af Anker Buchs første elever.
I 1981 købte Anker Buch turistattraktionen Mønsted Kalkgruber, og fandt indimellem sine mange koncerter tid til at drive stedet som årligt besøges af mange tusinde gæster. Samtidig har han indspillet cd'er, og afholdt særlige koncerter i gruberne 40 meter under jorden samt i Det gamle kalkværk, som ligger i forbindelse med kalkgruberne. Hele området er i dag fredet og drives af staten.  
Anker Buch har siden salget af Mønsted Kalkgruber i 1995 helliget sig sin violinkarriere, som fortsat fører ham rundt om i verden og i særdeleshed i Danmark til koncerter, hvor han ofte benyttes i forbindelse med arrangementer af mere privat karakter f.eks. firmaarrangementer, private fester, skolekoncerter og til særligt arrangerede sammenkomster i Det Gamle Kalkværk ved Mønsted Kalkgruber. 
Foruden det musiske talent havde Anker Buch evnen og lysten til at fortælle. Derfor kunne han spille for høj som lav og formidle musikken, fra børnehaver til bonede gulve i Udenrigsministeriet, fra store koncertsale til små landsbykirker. 
| Citat                                            | Det var forfatteren og kritikeren Jacob Paludan, der lærte mig noget om det. Paludan var selv en habil violinist. Han sagde til mig: ”Der er en masse musikere, der spiller og spiller og spiller for at være klar til den store parade. De er bare ikke klar over, at det her er paraden. Det er den chance, de får. Det er den, de skal gribe. Det kan ikke vente til i morgen.” ... Da jeg boede i USA, blev min værelseskammerat og jeg enige om, at vi skulle være så dygtige, at vi kunne spille lige, hvad der passede os, siger Anker Buch og tilføjer: Det har vi indfriet. Vi kan spille det, vi har lyst til. Og vi kan gøre det her og nu. Vi er med i paraden. | Citat |
| Herning Folkeblad i anledning af Buchs 70-årsdag | |       |

I 2000 stiftede han i anledningen af sin 60 års fødselsdag sin egen pris: Anker Buch Prisen, som uddeles til særlige talenter eller støtter inden for den musiske verden.

## Hædersbevisninger
- Jacob Gades Legat, 1964

## Artikler
- Anker Buch: Barnet ved Bækken Arkiveret 20. december 2016 hos  Wayback Machine – bidrag til bogen Barn af Himmerland.

## Diskografi(Webside ikke længere tilgængelig)
- NOW and THEN – ABM Music 6, årstal? Øvrige musikere Laif Møller Lauridsen, guitar, Jørgen Skovhøj, bas, Arne Østergaard, trommer
- Årtusindets sange gennem 4 årstider
- Anker Buch spiller koncert i Mønsted Kalkgruber
- Kirkekoncert med Anker Buch
- Anker Buch spiller julemusik

## Eksterne referencer
- Anker Buchs netsted Arkiveret 28. januar 2016 hos  Wayback Machine
- Anker Buch på gravsted.dk